# Julius Wagner-Jauregg

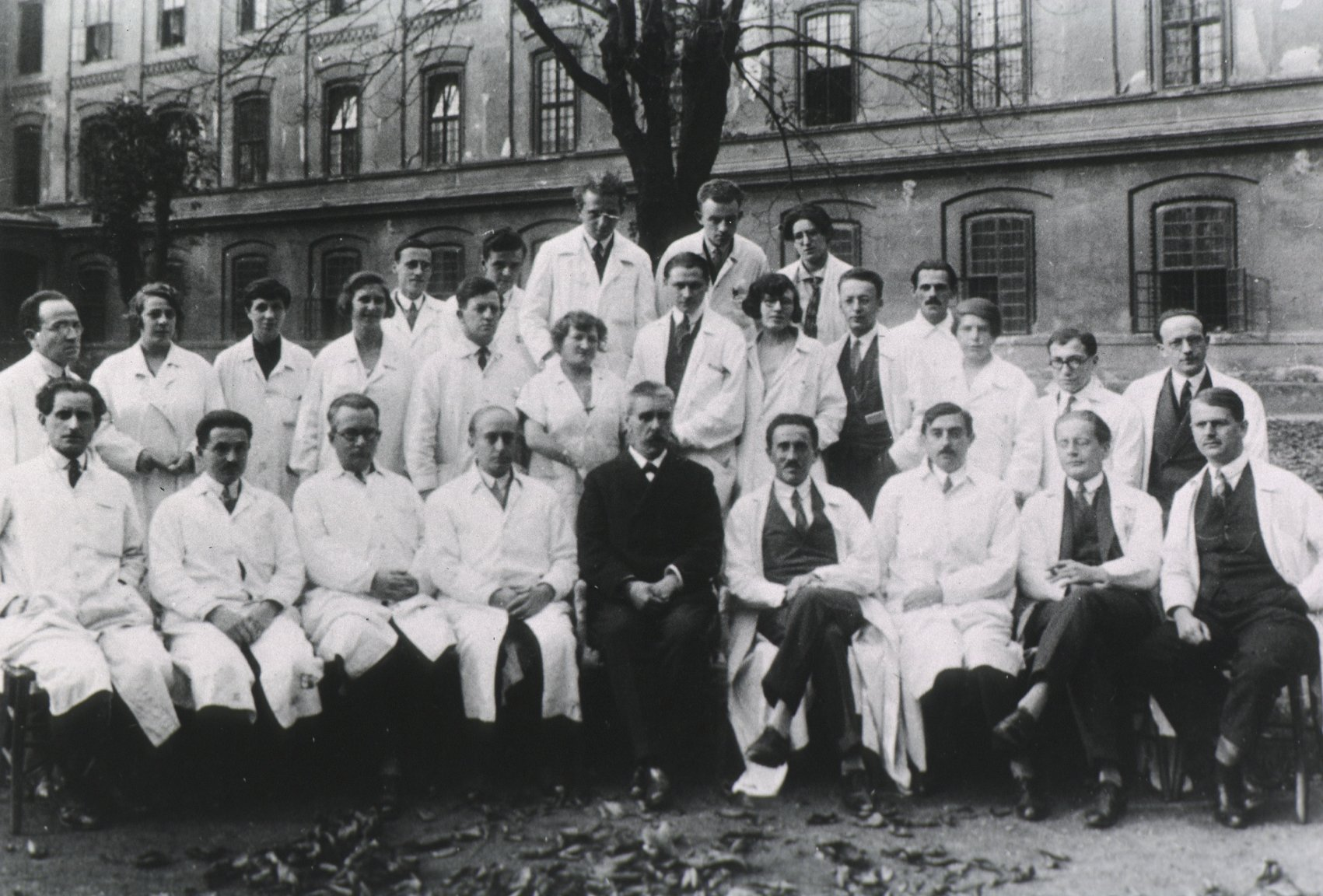
Jauregg (w środku) z asystentami w wiedeńskiej klinice

Julius Wagner-Jauregg (ur. 7 marca 1857 w Wels, zm. 27 września 1940 w Wiedniu) – austriacki lekarz psychiatra, laureat Nagrody Nobla w dziedzinie fizjologii lub medycyny (1927).

## Życiorys
W latach 1874–1880 studiował medycynę na Uniwersytecie Wiedeńskim. Od 1889 roku był profesorem Uniwersytetu w Grazu, od 1893 roku w Wiedniu. Przeszedł na emeryturę w 1928 roku.
Pierwsze prace dotyczące wpływów stanów gorączkowych na niektóre psychozy ogłosił w 1887 roku. Zalecał zarażanie chorych malarią, uzyskując pozytywne metody leczenia w porażeniach postępujących i wiądach rdzenia. Prowadził także badania nad innymi chorobami, m.in. kretynizmem i obrzękiem śluzowatym.
Podczas I wojny światowej prowadził terapię mającą na celu wyleczenie „symulantów”, za jakich byli ówcześnie uważani żołnierze z PTSD i innymi schorzeniami psychicznymi, w celu odesłania ich na front. Terapia prowadzona przez Jauregga była kombinacją elektrowstrząsów oraz sugerowania pacjentowi, że jego stan się poprawia. Monarchia Austro-Węgierska zrezygnowała z kontrowersyjnych metod w połowie 1917 roku z powodu dużej liczby samobójstw oraz zgonów związanych najczęściej z użyciem prądu o zbyt wysokim natężeniu.
Za odkrycie terapeutycznego znaczenia wstrzykiwania malarii przy walce z kiłą układu nerwowego został wyróżniony w 1927 roku Nagrodą Nobla.
W późniejszym okresie życia poparł nazizm.